# Diocesi di Yantai
La diocesi di Yantai (in latino Dioecesis Ientaevensis) è una sede della Chiesa cattolica in Cina suffraganea dell'arcidiocesi di Jinan. Nel 1950 contava 2.072 battezzati su 4.000.000 di abitanti. La sede è vacante.

## Territorio
La diocesi comprende parte della provincia cinese di Shandong.
Sede vescovile è la città di Yantai.

## Storia
Il vicariato apostolico di Shantung Orientale fu eretto il 27 febbraio 1894 con il breve apostolico In hoc supremo di papa Leone XIII, ricavandone il territorio dal vicariato apostolico di Shantung Settentrionale (oggi arcidiocesi di Jinan).
Il 3 dicembre 1924 esso assunse il nuovo nome di vicariato apostolico di Chefoo (Zhifou) in forza del decreto Vicarii et Praefecti della Congregazione di Propaganda Fide.
Il 16 ed il 18 giugno 1931 cedette porzioni di territorio a vantaggio dell'erezione della prefettura apostolica di Yiduxian e della missione sui iuris di Weihaiwei (oggi prefettura apostolica di Weihai).
L'11 aprile 1946 il vicariato apostolico è stato elevato a diocesi con la bolla Quotidie Nos di papa Pio XII.
Dal 1997 vescovo "clandestino" della diocesi fu monsignor Giovanni Gao Kexian in qualità di amministratore apostolico, che già dal 1993 era vescovo clandestino di Zhoucun. L'11 settembre 2004 la sala stampa vaticana annunciò il suo decesso in prigione, avvenuto verso la fine di agosto di quell'anno. Altre fonti invece annunciarono la sua morte, avvenuta in ospedale, il 25 gennaio 2005.
Il 20 aprile 2023 si è ampliata con porzioni di territorio della soppressa prefettura apostolica di Yiduxian e contestualmente ha ceduto una parte del suo antico territorio a vantaggio dell'erezione della diocesi di Weifang.

## Cronotassi dei vescovi
Si omettono i periodi di sede vacante non superiori ai 2 anni o non storicamente accertati.
- Césaire Shang, O.F.M. † (6 maggio 1894 - 9 settembre 1911 deceduto)
- Adéodat-Jean-Roch Wittner, O.F.M. † (9 settembre 1911 succeduto - 1º dicembre 1936 deceduto)
- Louis Prosper Durand, O.F.M. † (14 giugno 1938 - 20 gennaio 1950 dimesso)
- Alphonsus Tsung Huai-mo, O.F.M. † (14 giugno 1951 - 1975 deceduto)
  - Sede vacante
  - Zhang Ri-jin † (aprile 1960 consacrato - 1970 ? deceduto)
  - Giovanni Gao Kexian † (1997 - 24 gennaio 2005 deceduto) (amministratore apostolico clandestino)

## Statistiche
La diocesi nel 1950 su una popolazione di 4.000.000 di persone contava 2.072 battezzati, corrispondenti allo 0,1% del totale.
| anno | popolazione | popolazione | popolazione | presbiteri | presbiteri | presbiteri | presbiteri                | diaconi | religiosi | religiosi | parrocchie |
| anno | battezzati  | totale      | %           | numero     | secolari   | regolari   | battezzati per presbitero | diaconi | uomini    | donne     | parrocchie |
| ---- | ----------- | ----------- | ----------- | ---------- | ---------- | ---------- | ------------------------- | ------- | --------- | --------- | ---------- |
| 1950 | 2.072       | 4.000.000   | 0,1         | 21         | 16         | 5          | 98                        |         |           | 33        |            |